# Alexander Slafkovský
Alexander Slafkovský (Liptovský Mikuláš, Checoslovaquia, 11 de marzo de 1983) es un deportista eslovaco que compite en piragüismo en la modalidad de eslalon.
Ganó dieciséis medallas en el Campeonato Mundial de Piragüismo en Eslalon entre los años 2003 y 2022, y vientiuna medallas en el Campeonato Europeo de Piragüismo en Eslalon entre los años 2002 y 2021.
En los Juegos Europeos de Cracovia 2023 consiguió una medalla de plata en la prueba de C1 por equipos.

## Palmarés internacional
| Campeonato Mundial | Campeonato Mundial               | Campeonato Mundial | Campeonato Mundial |
| Año                | Lugar                            | Medalla            | Competición        |
| ------------------ | -------------------------------- | ------------------ | ------------------ |
| 2003               | Augsburgo (Alemania)             | Medalla de oro     | C1 por equipos     |
| 2009               | Seo de Urgel (España)            | Medalla de oro     | C1 por equipos     |
| 2010               | Liubliana (Eslovenia)            | Medalla de oro     | C1 por equipos     |
| 2011               | Bratislava (Eslovaquia)          | Medalla de oro     | C1 por equipos     |
| 2013               | Praga (República Checa)          | Medalla de oro     | C1 por equipos     |
| 2013               | Praga (República Checa)          | Medalla de plata   | C1 individual      |
| 2014               | Deep Creek (Estados Unidos)      | Medalla de oro     | C1 por equipos     |
| 2015               | Londres (Reino Unido)            | Medalla de oro     | C1 por equipos     |
| 2017               | Pau (Francia)                    | Medalla de oro     | C1 por equipos     |
| 2017               | Pau (Francia)                    | Medalla de plata   | C1 individual      |
| 2018               | Río de Janeiro (Brasil)          | Medalla de oro     | C1 por equipos     |
| 2019               | Seo de Urgel (España)            | Medalla de oro     | C1 por equipos     |
| 2021               | Bratislava (Eslovaquia)          | Medalla de plata   | C1 individual      |
| 2021               | Bratislava (Eslovaquia)          | Medalla de bronce  | C1 por equipos     |
| 2022               | Augsburgo (Alemania)             | Medalla de plata   | C1 individual      |
| 2022               | Augsburgo (Alemania)             | Medalla de plata   | C1 por equipos     |
| Juegos Europeos    |                                  |                    |                    |
| Año                | Lugar                            | Medalla            | Competición        |
| 2023               | Cracovia (Polonia)               | Medalla de plata   | C1 por equipos     |
| Campeonato Europeo |                                  |                    |                    |
| Año                | Lugar                            | Medalla            | Competición        |
| 2002               | Bratislava (Eslovaquia)          | Medalla de oro     | C1 por equipos     |
| 2004               | Skopie (Macedonia)               | Medalla de plata   | C1 por equipos     |
| 2005               | Tacen (Eslovenia)                | Medalla de oro     | C1 por equipos     |
| 2005               | Tacen (Eslovenia)                | Medalla de plata   | C1 individual      |
| 2006               | L'Argentière-la-Bessée (Francia) | Medalla de plata   | C1 por equipos     |
| 2008               | Cracovia (Polonia)               | Medalla de oro     | C1 por equipos     |
| 2008               | Cracovia (Polonia)               | Medalla de bronce  | C1 individual      |
| 2009               | Nottingham (Reino Unido)         | Medalla de plata   | C1 individual      |
| 2010               | Bratislava (Eslovaquia)          | Medalla de oro     | C1 por equipos     |
| 2010               | Bratislava (Eslovaquia)          | Medalla de bronce  | C1 individual      |
| 2011               | Seo de Urgel (España)            | Medalla de plata   | C1 individual      |
| 2012               | Augsburgo (Alemania)             | Medalla de oro     | C1 por equipos     |
| 2013               | Cracovia (Polonia)               | Medalla de oro     | C1 por equipos     |
| 2014               | Viena (Austria)                  | Medalla de oro     | C1 individual      |
| 2014               | Viena (Austria)                  | Medalla de bronce  | C1 por equipos     |
| 2015               | Markkleeberg (Alemania)          | Medalla de oro     | C1 por equipos     |
| 2016               | Liptovský Mikuláš (Eslovaquia)   | Medalla de oro     | C1 individual      |
| 2016               | Liptovský Mikuláš (Eslovaquia)   | Medalla de oro     | C1 por equipos     |
| 2017               | Tacen (Eslovenia)                | Medalla de oro     | C1 individual      |
| 2018               | Praga (República Checa)          | Medalla de plata   | C1 por equipos     |
| 2021               | Ivrea (Italia)                   | Medalla de oro     | C1 por equipos     |